# 李生芳 (萬曆進士)
李生芳（？—？），字文明，號存菴，河南河南衛官籍，直隸徐州沛縣人，明朝政治人物。

## 生平
隆庆四年（1570年）庚午科河南鄉試第三十九名，萬曆十一年（1583年）癸未科會試第二百四十三名，登三甲第七十二名進士。工部觀政，本年授咸宁县知县，十五年行取，十六年候補南京工部主事，本年填補营缮司，卒。

## 家族
曾祖李斗，曾任指揮同知；祖父李麒，曾任指揮同知；父李夢孫，曾任參將。母溫氏。